# Motorola 68EC030
Il Motorola 68EC030 (nome in codice MC68EC030) è un microprocessore CISC prodotto da Motorola. È una versione a basso costo del Motorola 68030, la principale differenza del 68EC030 rispetto al fratello maggiore è la mancanza della MMU.
Il 68EC030 è stato utilizzato come CPU per una delle versioni dell'Amiga 4000, ovvero il modello 4000/030.